# Linia Mareth

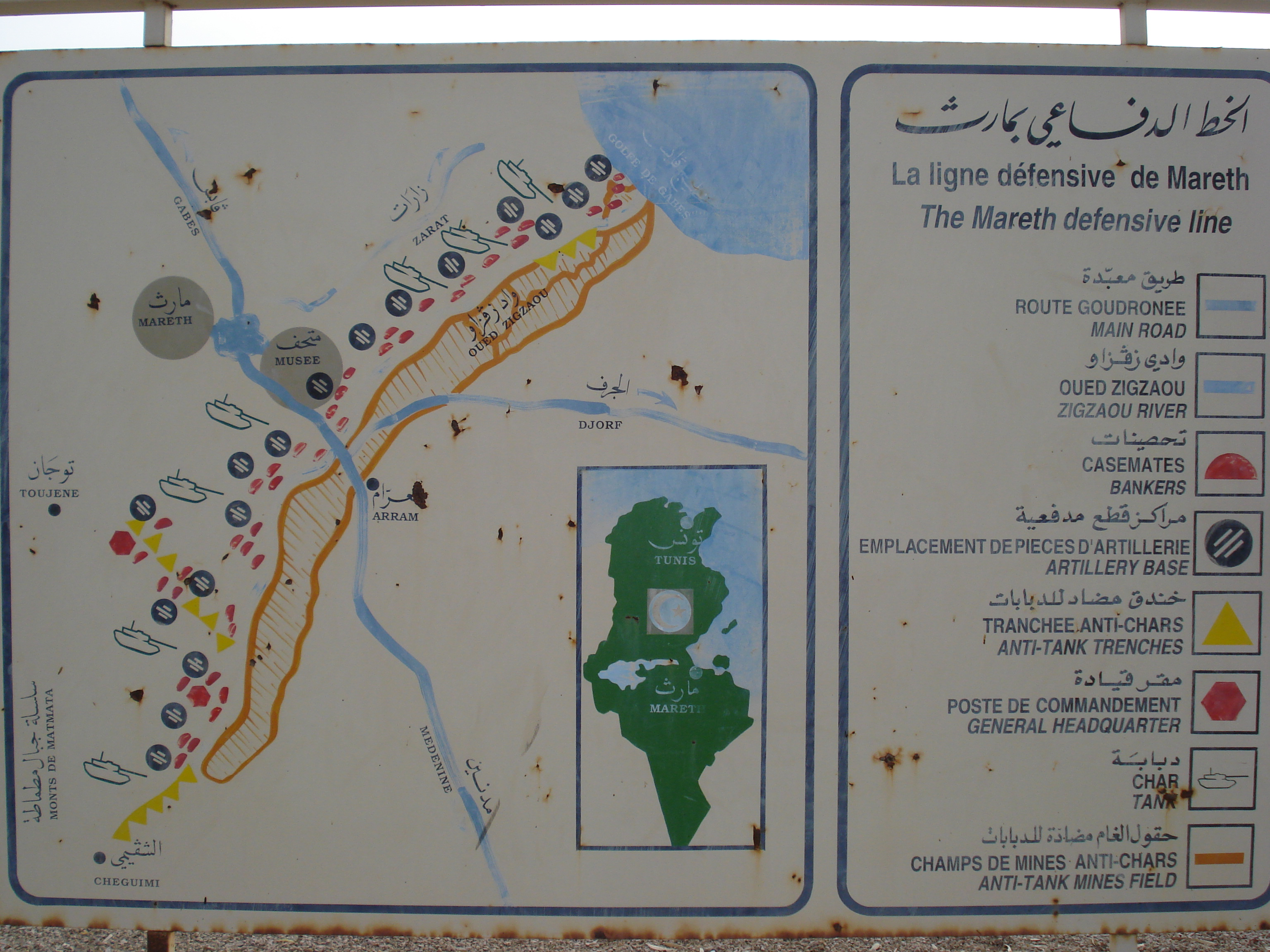
Linia Mareth

Linia Mareth – linia umocnień stałych wybudowana w Tunezji między miastami Madanijin, a Kabis w latach 30. przez kolonialne wojska francuskie dla ochrony kolonii przed atakiem ze strony włoskiej Libii. Jej projektantem i pierwszym dowódcą garnizonu Mareth był gen. Georges Albert Catroux.
W czasie II wojny światowej, po porażce wojsk Francji Vichy w wyniku operacji Torch system umocnień dostał się w ręce państw Osi i służył do obrony przed wojskami brytyjskimi. Niemcy i Włosi dokonali rozbudowy linii Mareth. Linia miała około 35 km długości, a w południowo-zachodniej części osiągała 800 metrów wysokości. W pierwszych latach wojny linia nie odegrała roli ale 23 stycznia 1943 r. niedobitki Afrika Korps gen. Erwina Rommla zostały przerzucone w rejon Mareth i przygotowywane były do ofensywy o kryptonimie "Capri". Atak z linii Mareth rozpoczął się 6 marca i skończył się klęską Rommla. 19 marca brytyjska 8 Armia pod dowództwem gen. Bernarda Montgomery'ego po ciężkich walkach wyparła Włochów i Niemców z linii Mareth, spychając siły Osi w głąb Tunezji.
Pod Mareth znajduje się muzeum walk położone w centrum umocnień.